# Brandstorps kyrka

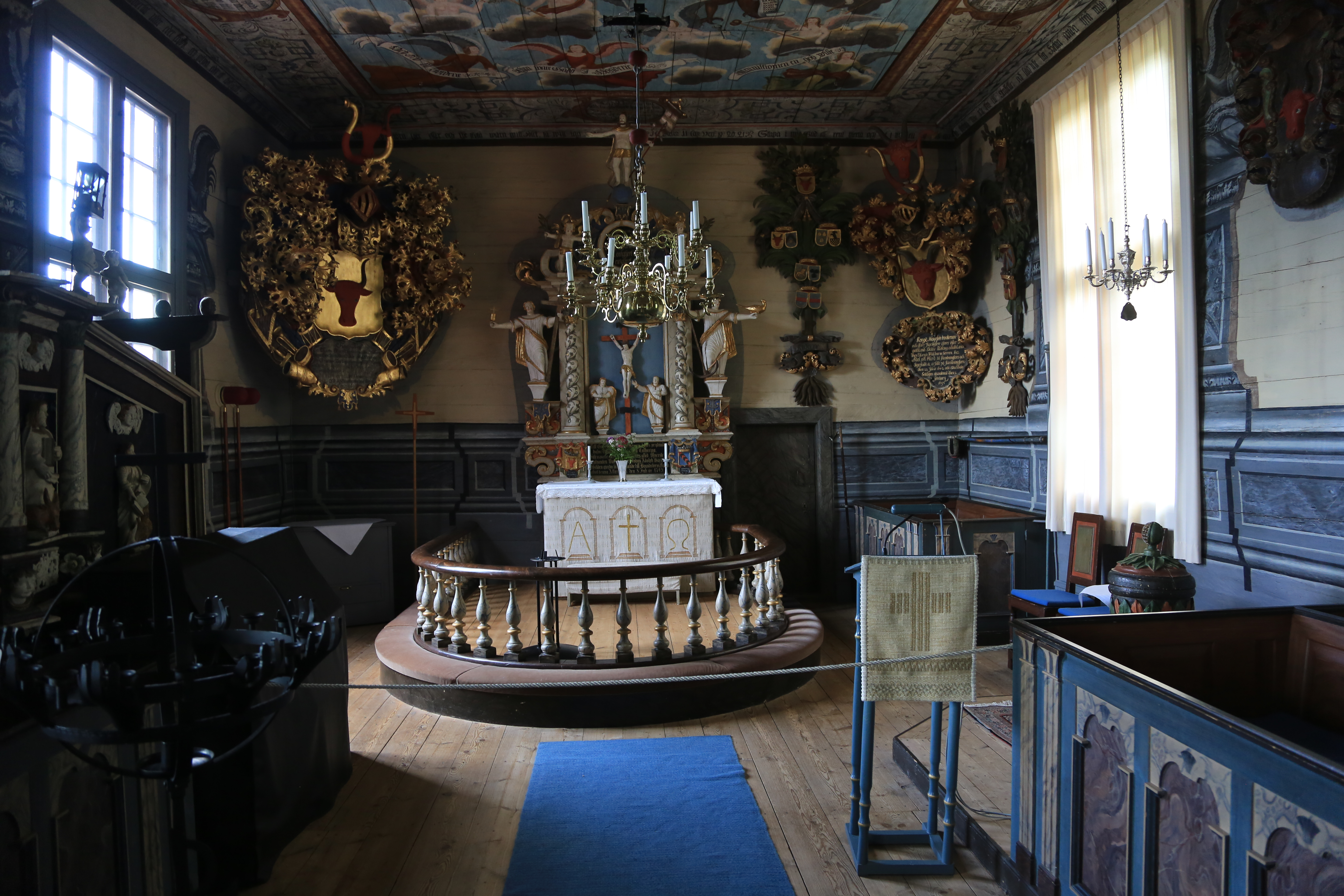
Altaret

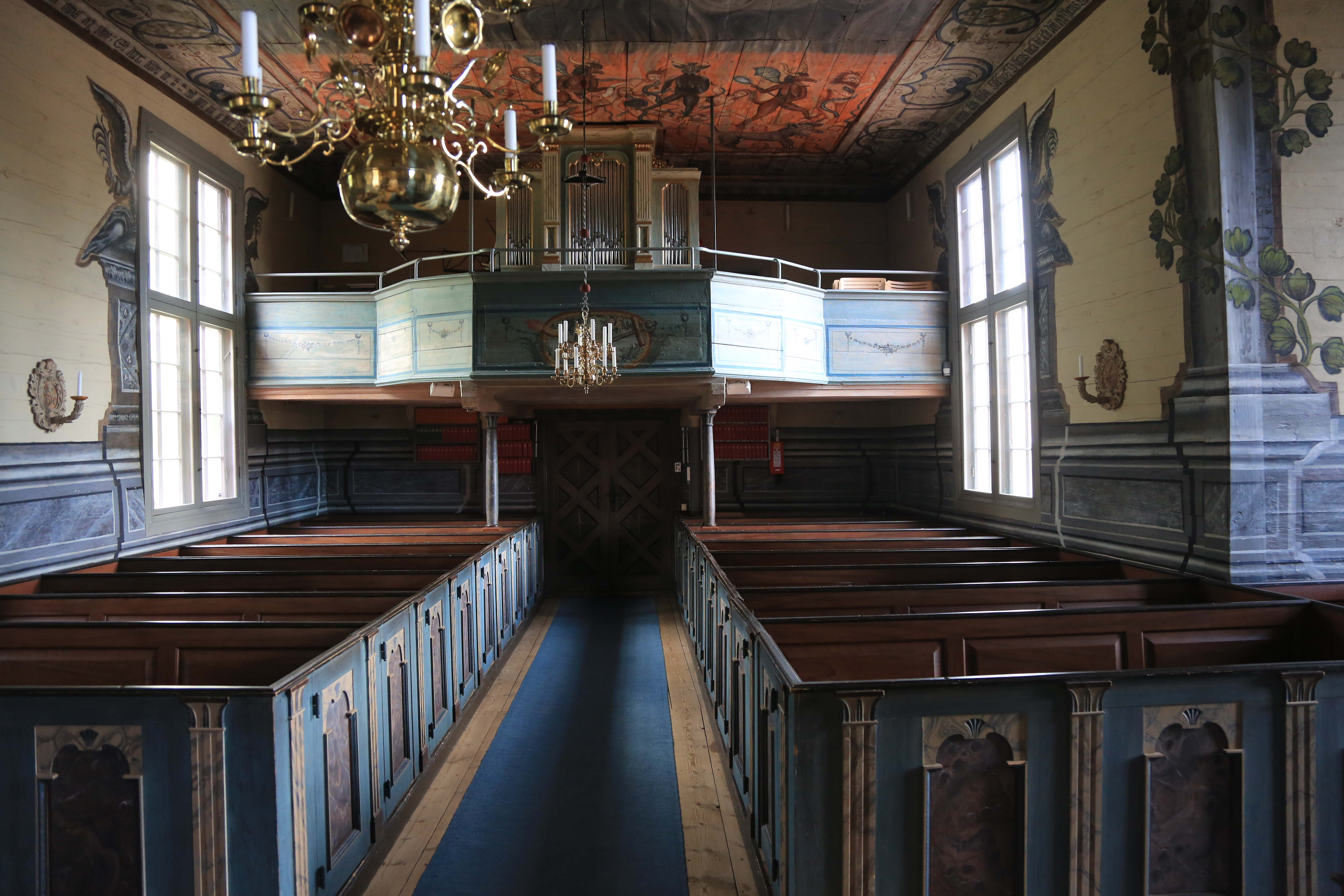
Orgelläktaren

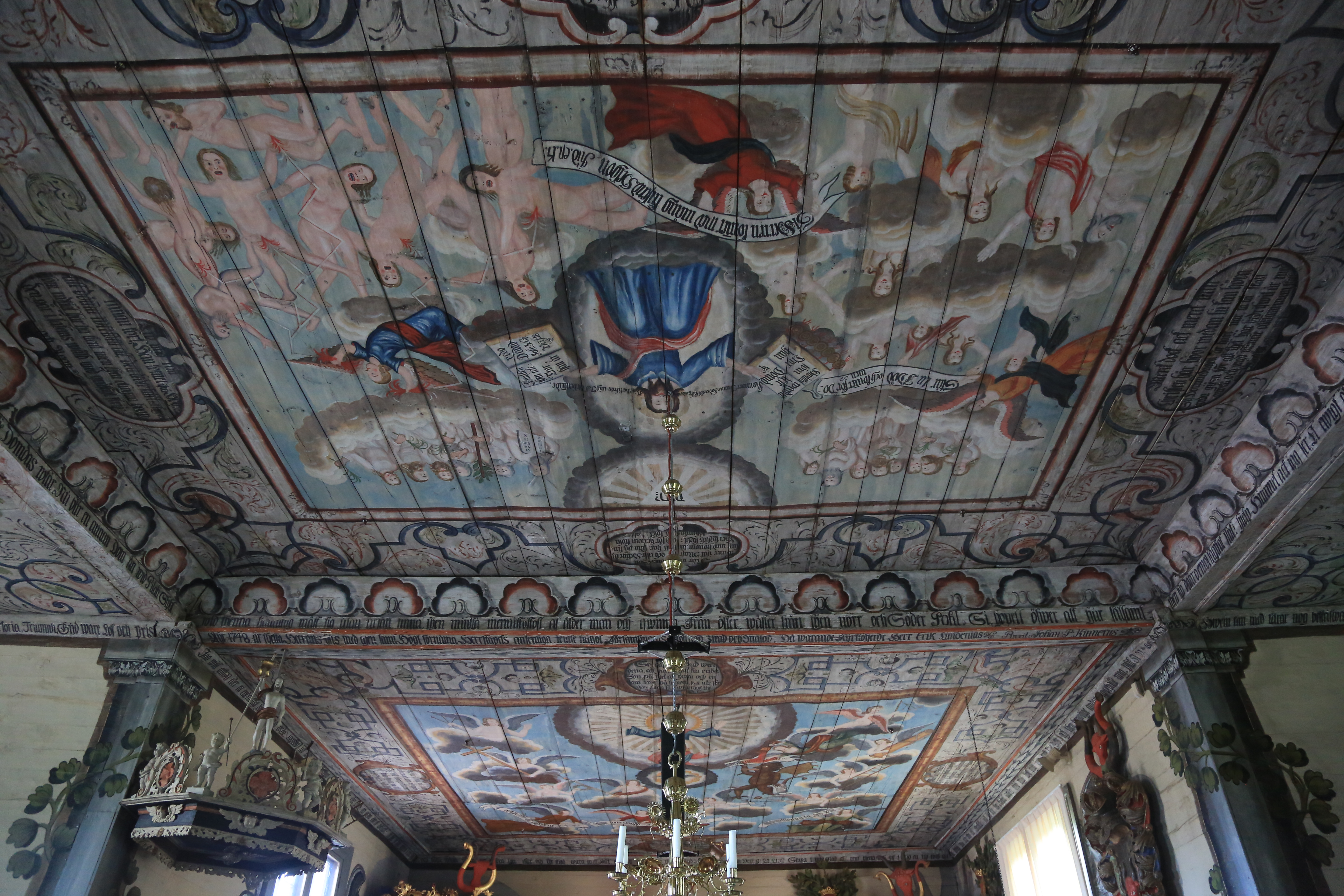
Takmålningarna

Brandstorps kyrka är en kyrkobyggnad som tillhör Brandstorps församling i Skara stift. Den ligger en kilometer väster om Brandstorp i norra delen av Habo kommun.

## Kyrkobyggnaden
Nuvarande träkyrka är från slutet av 1600-talet och har grekisk korsform med torn i mitten. Korsarmar sträcker sig ut åt alla fyra väderstreck. Ytterväggarna är klädda med rödmålade raka sågade furuspån. Byggnadens olika delar täcks av branta valmade sadeltak, klädda med tjärade sågade ekspån. Kyrkorummet har väggar av slätbilat timmer och ett plant tak som är förhöjt i korsmitten. Tak och väggar är täckta med målningar. Golvet är belagt med brädor där korgolvet ligger ett steg högre än i övriga kyrkorummet.

### Föregående kapell
Första kyrkan på platsen var ett medeltida träkapell som flyttades hit 1626 från byn Häldesholm. Kapellet befanns snart vara i så dåligt skick att det revs och ersattes med en ny kyrka.

### Nuvarande kyrka
Nuvarande kyrka uppfördes åren 1694 - 1698 under ledning av byggmästare Anders Bengtsson från Jönköping. Den byggdes av liggtimmer på en sockel av granit och huggen sandsten. Under korgolvet inrättades en gravkammare för familjen Hård. Vapenhuset i väster byggdes år 1700. Sakristian öster om koret tillkom 1754. 1774 togs en dörr upp i södra korsarmen. Kyrkans innertak försågs 1748 med målningar av Johan Kinnerus, från Jönköping. Åren 1877-1878 genomfördes en modernisering då ytterväggarnas röda färg byttes ut mot gul, fönstren förstorades och takspånen byttes ut. Hängrännor och stuprör sattes upp. Södra och norra korsarmen försågs med läktare.

### Ombyggnader på 1900-talet
En restaurering genomfördes 1923 efter program av arkitekt Erik Fant då kyrkan återställdes till det skick den hade på 1700-talet. Läktarna i södra och norra korsarmen togs bort. Fönstren försågs med antikglas för att dämpa det kraftiga dagsljuset. Fönstret ovanför predikstolen sattes igen. Väggmålningarna togs fram och takmålningarna tvättades. Kyrkgolvet fick ny brädbeläggning och sluten bänkinredning sattes in. Ytterväggarna målades åter röda och takspånen byttes ut. 1931 installerades elektrisk uppvärmning och belysning. Åren 1963-1964 restaurerades kyrkan utvändigt och invändigt. Kyrkorummets takmålningar tvättades, exteriören målades och tjärades om. Sent på 1970-talet hade kyrkans elektriska uppvärmning förorsakat uttorkningsskador på inventarier och på taket hade limfärgen börjat flagna av. 1984 tjärades yttertaken om. Åren 1993-1995 genomfördes stora underhållsarbeten. Interiören konserverades under ledning av Anna Billing-Wetterlundh. Takets limfärgsmålningar rengjordes och lösa färgflagor sattes fast. Likaså reparerades bemålningen på altaruppsats, predikstol, begravningsvapen, dopfunt samt läktarbröst. Vid samma renovering byttes sakristians rötskadade golv ut och ett nytt textilskåp sattes in. Åren 1999-2000 gjordes utbyte av rötskadade bottensyllar och svampangripna golvpartier i södra delen åtgärdades.

## Inventarier
- Vid kyrkorummets nordöstra korsvinkel finns predikstolen som är byggd 1702 av Johan Ullberg  Predikstolen är av skulpterat, målat och förgyllt trä och består av en polygonal korg med sexsidigt ljudtak. Korgen har fyra bildfält där Jesus och tre av evangelisterna är avbildade. Från vänster till höger finns avbildade Matteus, Markus, Jesus och Lukas. I trappräckets fält finns avbildning av aposteln Johannes.
- Altaruppsatsen av snidad och målad furu är från 1749 och troligen tillverkad av Johan Ullberg d.y.
- Dopfunten i snidad furu är målad i rödbrunt, mörkbrunt, grönt och gulrött. Funten är en gåva av häradsskrivaren Johan Bånge och skänktes till kyrkan någon gång mellan 1766 och 1789.
- Ett krucifix av skulpterat och målat trä är från omkring år 1700. Enligt traditionen har krucifixet tillhört Nykyrka kyrka.
- Kyrkan äger fyra ljuskronor av malm eller mässing.
- Ett nattvardskärl av silver med tillhörande paten är tillverkade 1849 av I Wahlström. Nattvardskärlet har en bägarformad cuppa som är invändigt förgylld och en rund fot med drivna ciselerade ornament.

### Orgel
- En orgel byggd av Andreas Åbergh i Karlskrona anskaffades vid ombyggnaden 1877-1878 med fasad byggd av Ludvig Hawerman.
- 1944 tillverkades ett orgelverk av Lindegren Orgelbyggeri AB, vilket flyttades bakåt och delvis byggdes in i vapenhusvinden. Orgeln hade fasta kombinationer och var pneumatisk. Disposition enligt nedan.

| Huvudverk I C-g3 | Svällverk II C-g3 | Pedal C-f1             | Koppel   |
| Principal 8’     | Rörflöjt 8’       | Subbas 16’             | II/I     |
| Gedakt 8’        | Salicional 8’     | Oktavbas (Koralbas) 8’ | I/P      |
| Oktava 4’        | Gemshorn 4’       |                        | II/P     |
| Rauschkvint 2 ch | Blockflöjt 2’     |                        | II 16'/I |
|                  |                   |                        | II 4'/I  |

Principal 8', Gedakt 8' och Oktava 4' var från den tidigare orgeln. Pedalen stämmorna bestod av att Gedackt 8' och Principal 8' var utbyggda i huvudverket.
- Det nuvarande verket är helt nytillverkat 2007 av Ålems Orgelverkstad bakom 1877 års fasad. Orgeln är mekanisk och har en enkelfaltad viktbelastad parallellbälg med nio stämmor fördelade på två manualer och pedal.[2] Disposition enligt nedan.

| Huvudverk I C-f3 | Svällverk II C-f3 | Pedal C-d1 | Koppel |
| Principal 8’     | Gedakt 8’         | Subbas 16’ | II/I   |
| Salicional 8’    | Flöjt 4’          |            | I/P    |
| Octava 4’        | Corno 8’          |            | II/P   |
| Quinta 4’        |                   |            |        |
| Octava 2’        |                   |            |        |

## Omgivning
- Omgivande kyrkogård är inhägnad av en timrad stockgärdesgård bestående av 51 balkar. Balkarna är av rödfärgat liggtimmer och har varierande längd. Kortaste balken är fyra meter och längsta balken är tio meter. Stockgärdesgården är omkring 1,4 meter hög och täcks av ett pulpettak med enkupigt lertegel som lutar in mot kyrkogården. Kyrkogården har fyra ingångar där den nordvästra omges av en stiglucka av trä från 1940. Kyrkogården utvidgades åt öster 1896 och åt söder 1933. Kyrkan ligger nära kyrkogårdens norra kant.
- Norr om kyrkan, omkring tio meter utanför kyrkogårdens inhägnad, finns en fristående klockstapel av klockbockstyp. Stapeln uppfördes 1708 och kläddes in 1860. Vid en restaurering 1963 togs inklädnaden bort och stolparna frilades. Taket fick då en ny spånbeläggning. Högst upp i stapeln, i ett utrymme som bildas av två korsade sadeltak, hänger två kyrkklockor. Lillklockan är från 1651 och omgjuten 1871. Storklockan är från 1708 och omgjuten samt förstorad 1950 av Bergholtz klockgjuteri i Stockholm.
- Sydväst om kyrkan finns ett bårhus som är uppfört 1930 av liggande rödfärgat timmer som härstammar från äldre byggnader. Taket är klätt med enkupigt tegel och har vindskidor strukna med tjära.
- Omkring en halv kilometer norr om kyrkan ligger Skämningsfors. 1601 förvärvades egendomen av ätten Hård af Segerstad och 1605 blev den sätesgård. Gården var ättens egendom fram till 1786.

### Takmålningar

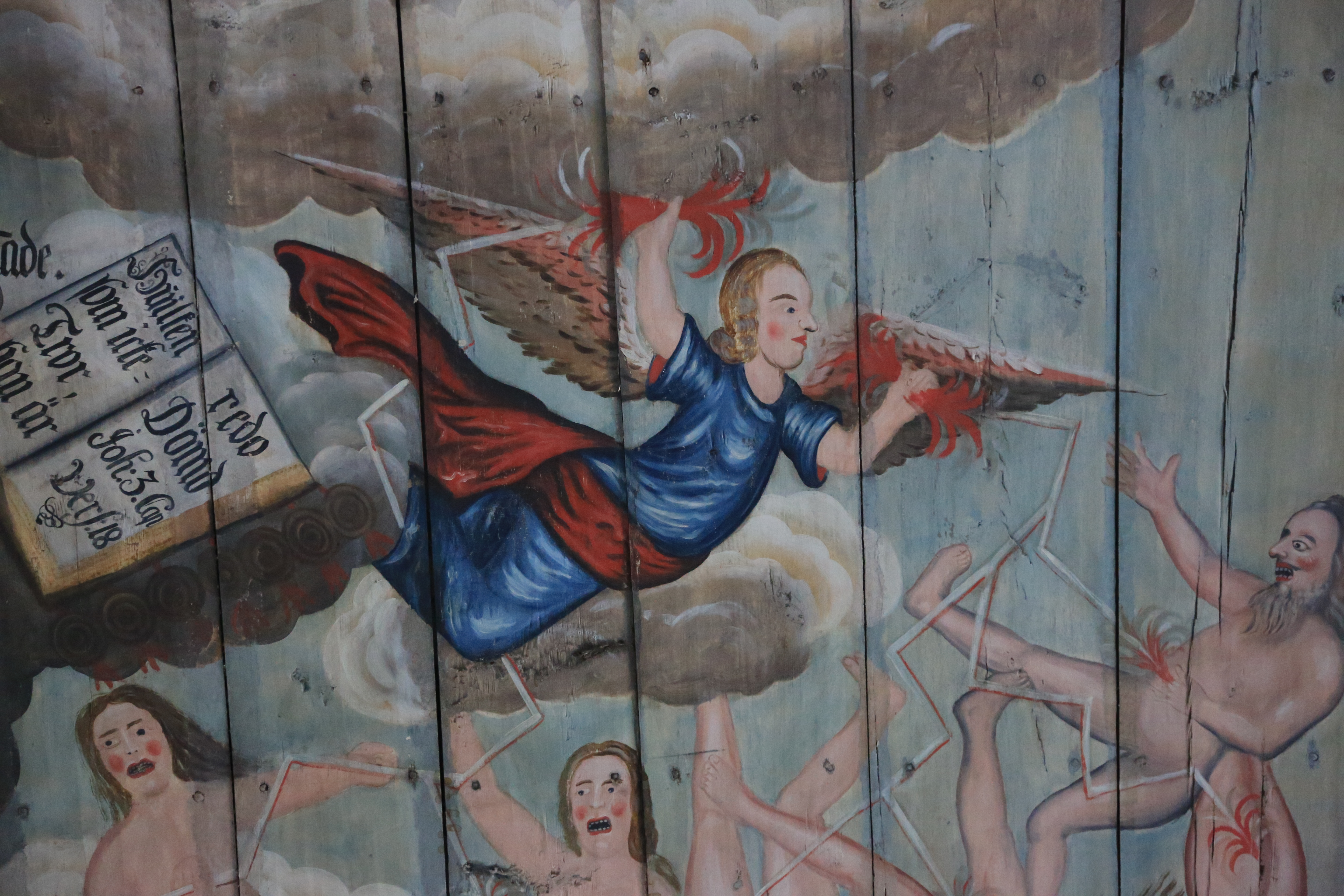
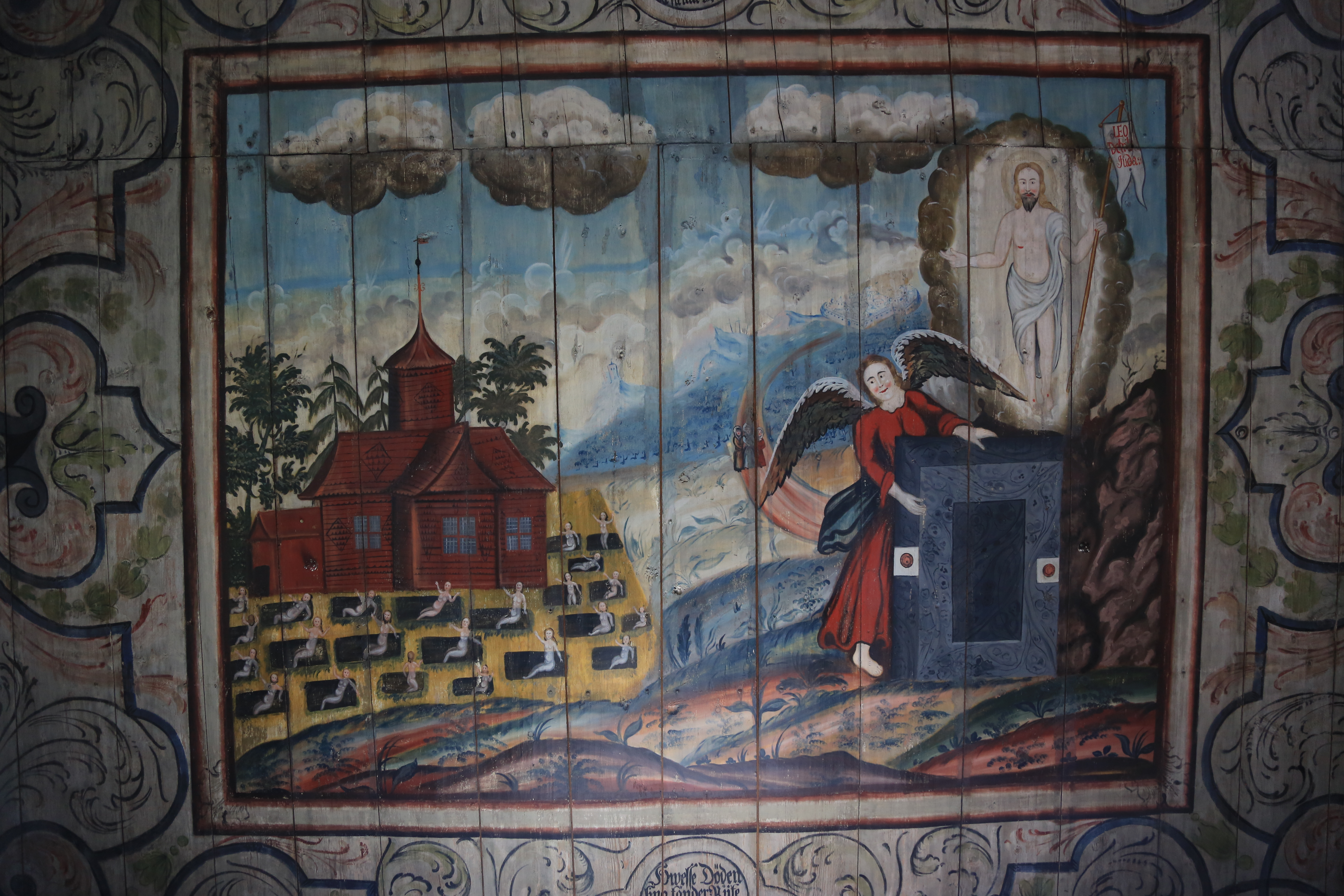
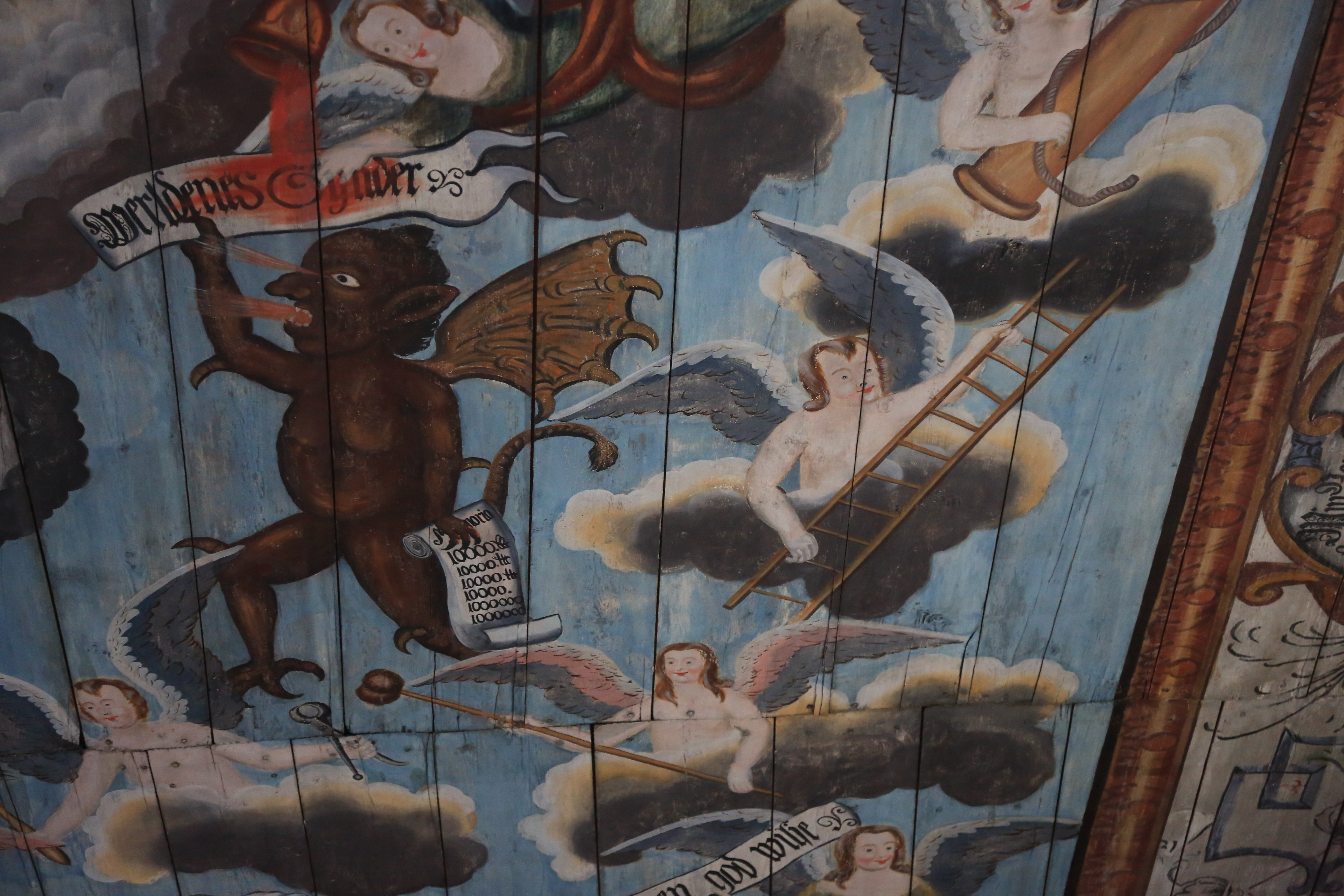
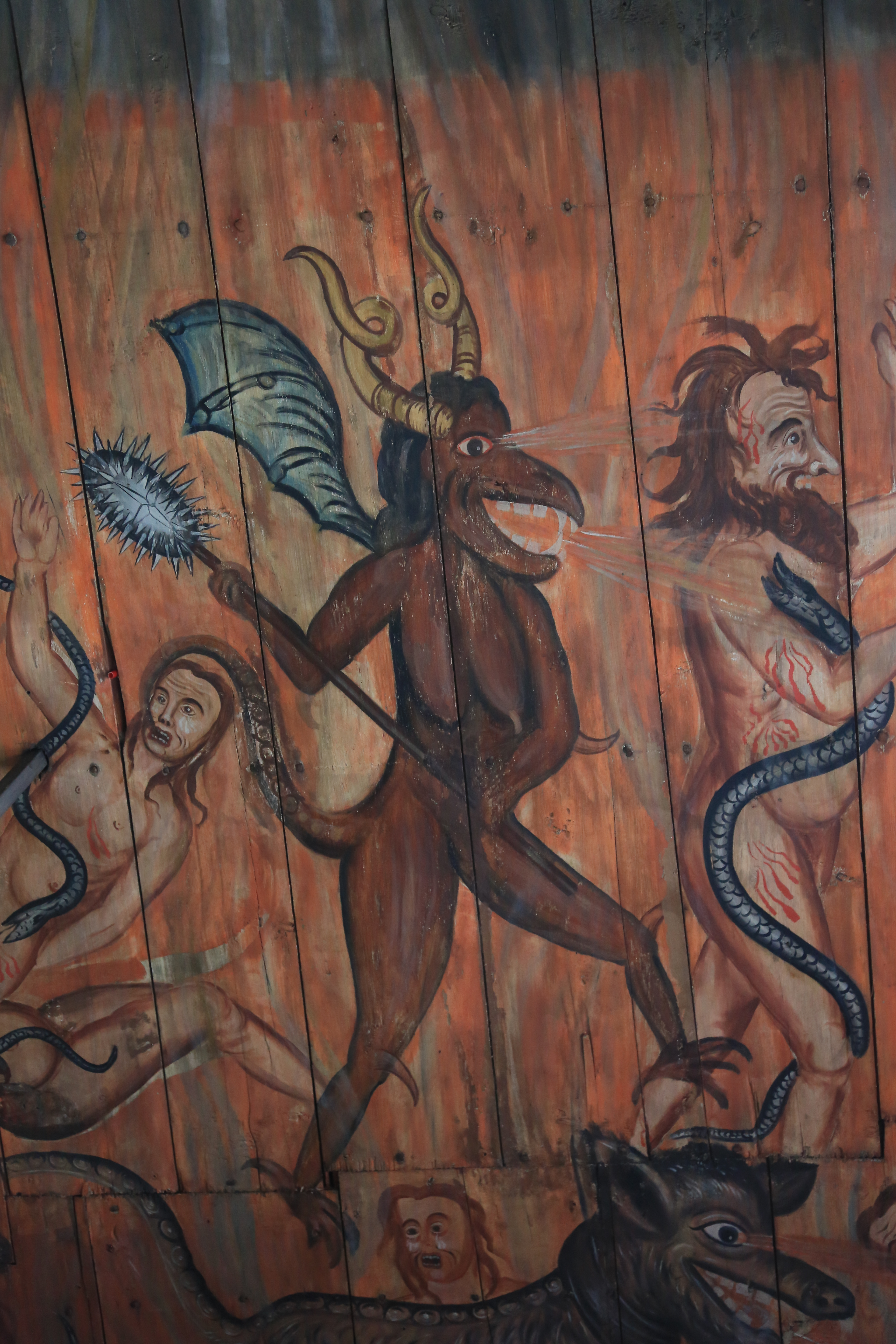

## Bilder

### Inventarier

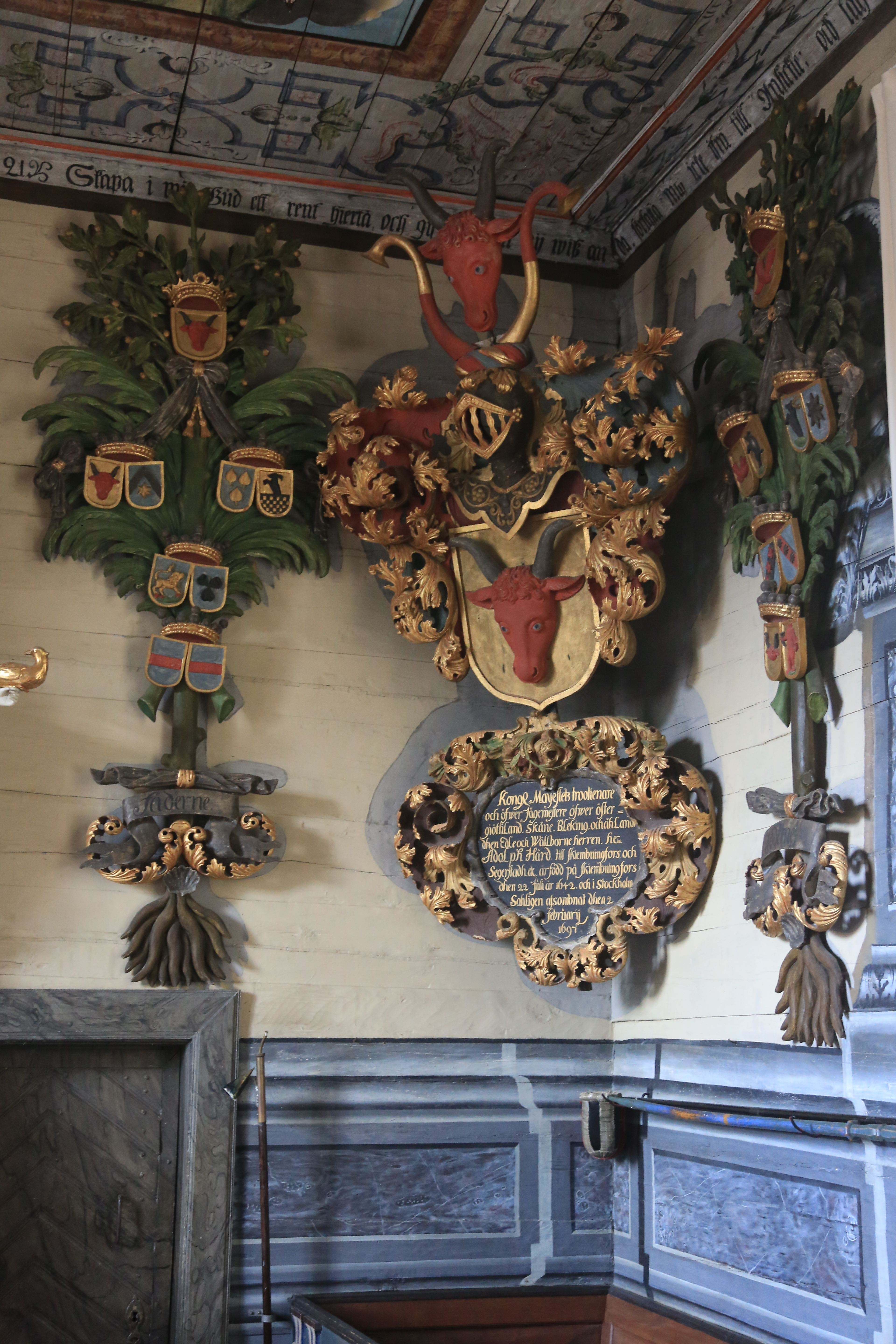
Vapensköldar
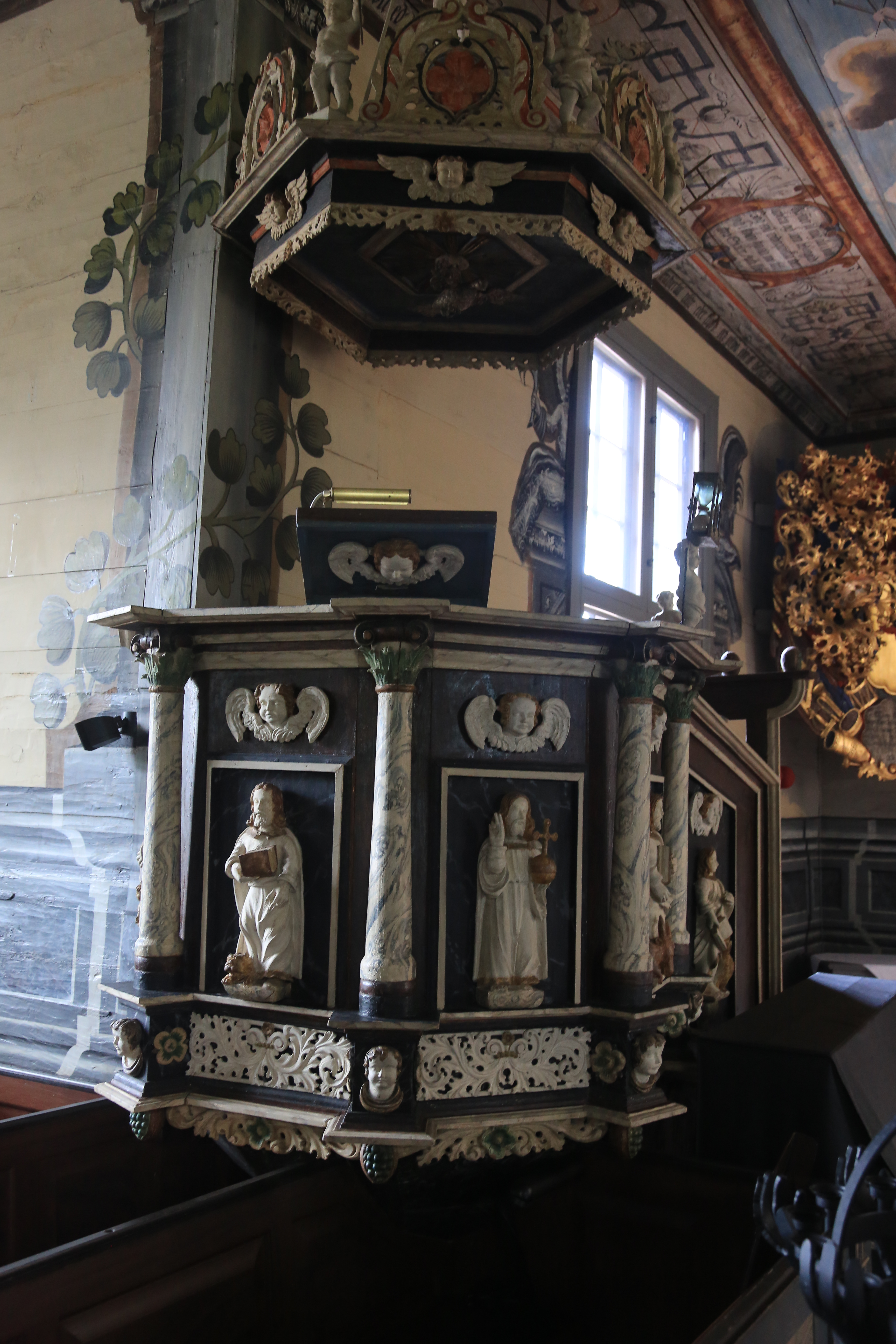
Predikstolen
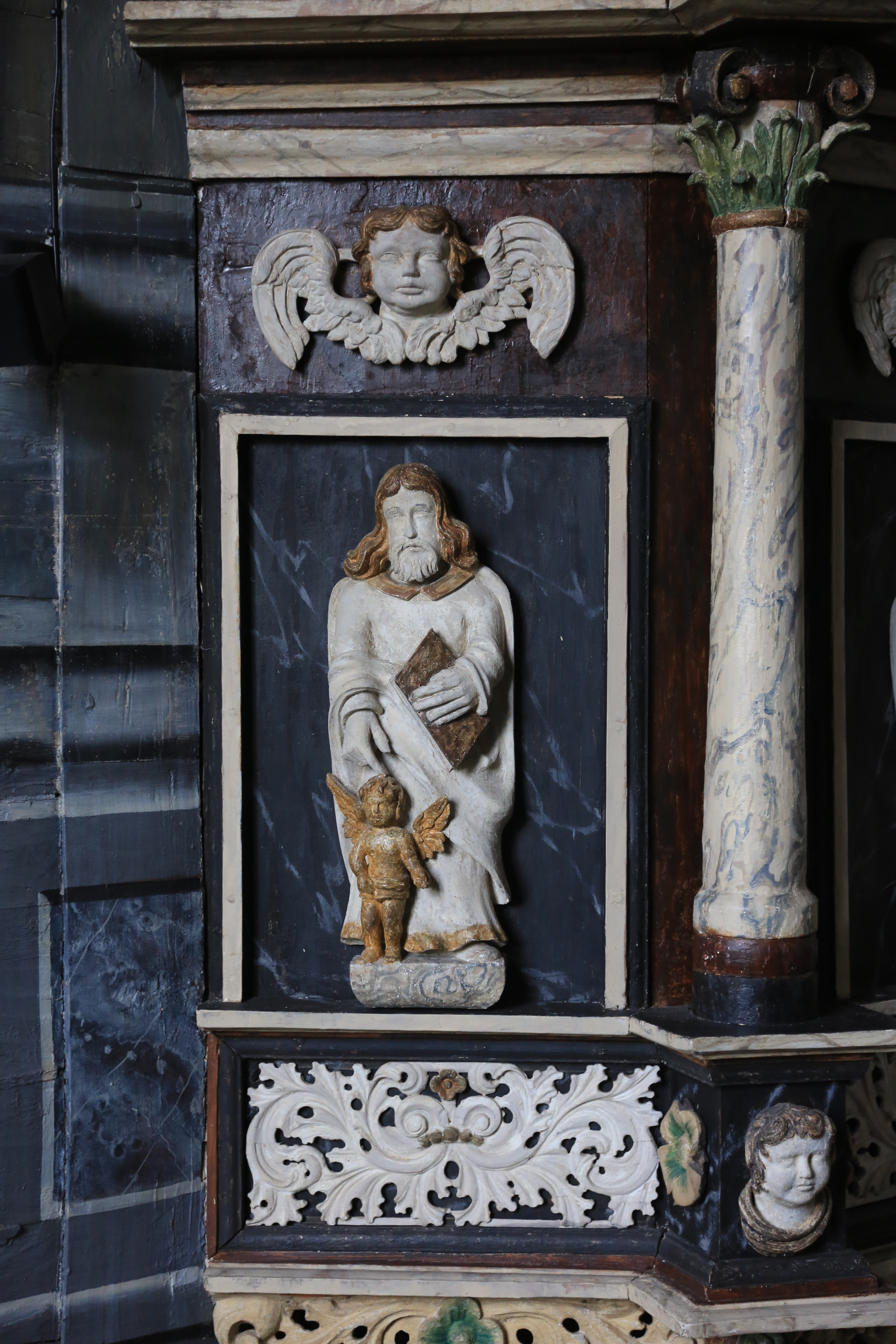
Detalj hos predikstolen
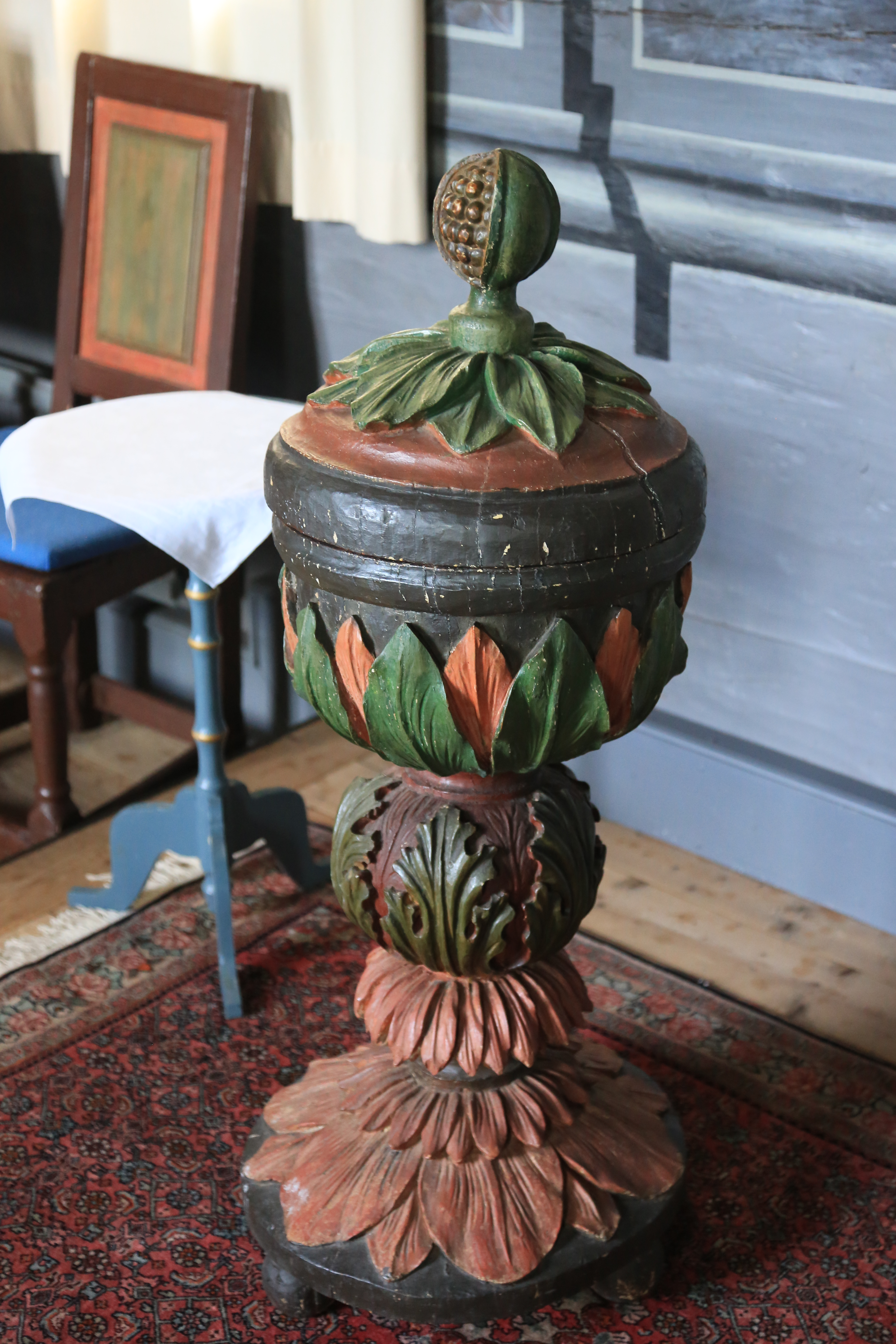
Dopfunten